# 샘 (마스코트)
샘(Sam the Olympic Eagle 샘 더 올림픽 이글[*])은 미국 로스앤젤레스에서 개최된 1984년 하계 올림픽의 마스코트이다. 올림픽 개최국인 미국의 나라새인 흰머리수리를 의인화했다. 샘이라는 이름은 미국을 친근하게 부르는 엉클 샘에서 온 것으로, 애국적인 상징을 의도한 것이다. 마스코트는 디즈니 작가 밥 무어가 창작했다.
올림픽 독수리 샘은 종종 다른 디즈니 캐릭터와 이름이 같아 혼동되는 경우가 있는데, 그 중 하나는 1973년 애니메이터 마크 데비이스가 창작한 샘으로, 디즈니랜드의 명소였던 아메리카 싱즈에 등장했었다. 이 샘은 올림픽 독수리 샘과 마찬가지로 흰머리수리를 의인화한 마스코트이다. 나머지 하나는 머펫 쇼에 등장한 샘으로, 이름은 같지만 두 마스코트와는 전혀 다른 모습을 띠고 있다.
LA 올림픽이 개최되기 1년 전인 1983년부터 일본의 방송사 TBS는 51화에 걸쳐 애니메이션 시리즈 독수리 샘 (イーグルサム)을 매주 목요일 19시부터 19시 30분까지 방영하였다. 올림픽이 폐막한 이후에도, 샘은 트랙 앤 필드 행사를 홍보하기 위해 등장했다.

## 탄생 일화
무어와 그의 팀은 태평양 연안 지대의 맑은 환경과 날씨, 혹은 올림픽이 개최되는 캘리포니아주를 강조하기 위해 캘리포니아주의 상징 동물인 곰을 마스코트로 만드려고 했다. 하지만 1980년 모스크바에서 개최된 하계 올림픽의 마스코트가 러시아의 상징 동물인 곰을 의인화한 미샤로 선정되면서, 다른 상징을 찾기로 결심하게 된다. 마우스 플래닛에 따르면 무어의 팀 내의 30명의 예술가들은 샘이 창작되기 전까지 여러 가지 상징을 고안했는데, 오렌지 나무와 야자 나무, 선인장, 들소, 뱀, 거북과 같은 상징들을 그려냈었다.
이후 최종적으로 흰머리수리 샘을 선정했는데, 샘은 올림픽의 모토인 더 빠르게, 더 높게, 더 강하게를 표현하는 상징으로 굳혀지게 되었다.

## 같이 보기
- 1984년 하계 올림픽
- 호돌이